# Anton Wirén

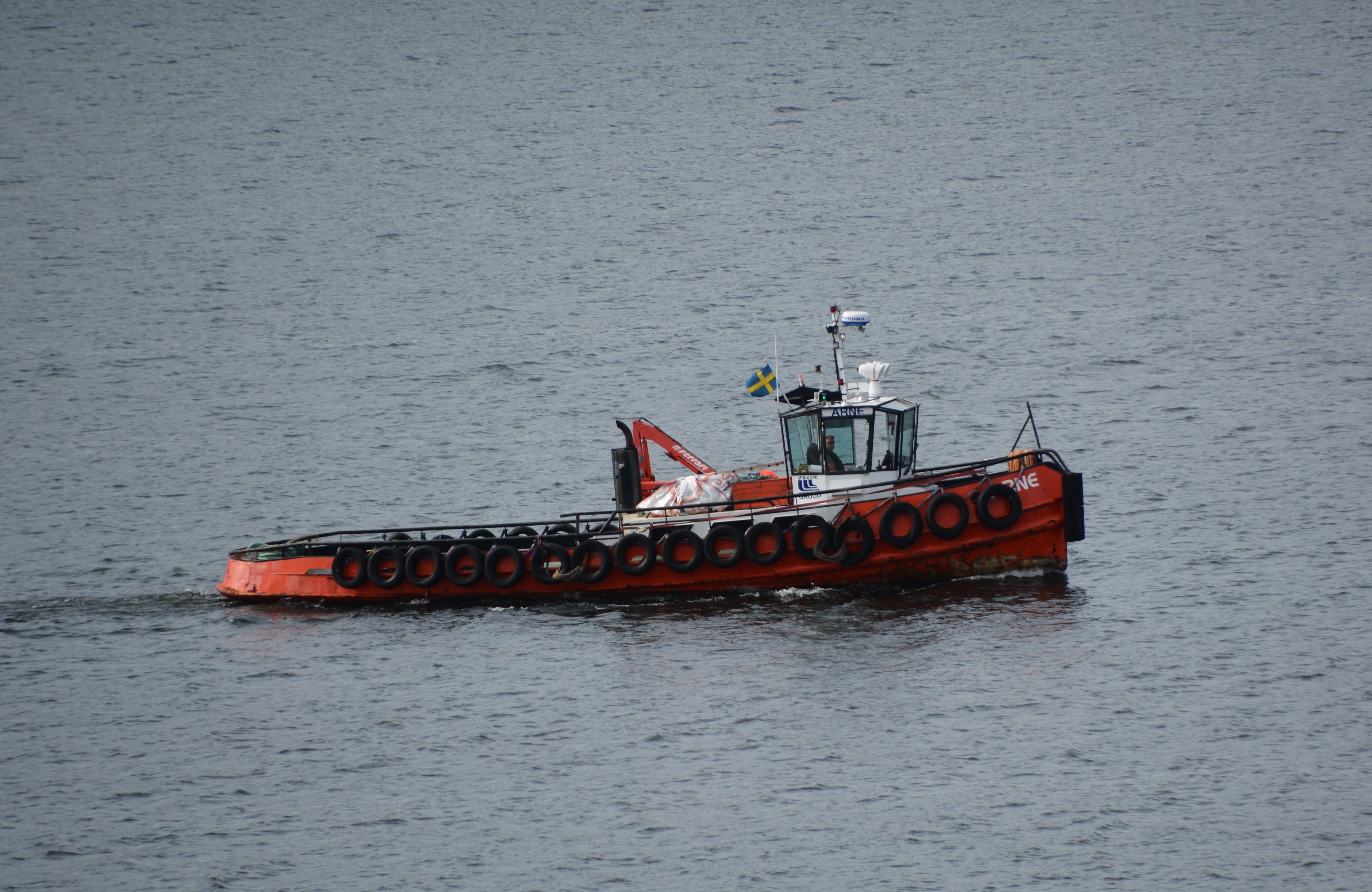
Bogserbåten Arne inköptes 1924 av Anton Wirén till Wiréns rederi och byggdes om från passagerarångslup till en motoriserad bogserbåt för timmersläp.

Anton Wirén, född 14 maj 1875 i Piteå, död 1953, var en svensk sjökapten och redare.
Anton Wirén var befälhavare på ett flertal fartyg till 1900. Han grundade 1901 Wiréns Rederi AB, som han ledde fram till sin död 1953. Bogserbåtsrederiet utvidgades med ett varv i Piteå och en mekanisk verkstad.
Han var far till Axel Wirén, Torsten Wirén och Hans Wirén (död 1974), vilka alla arbetade inom familjeföretaget. Axel och Torsten bildade Wiréns Mudderverk AB, som drevs mellan 1954 och 1967, då verksamheten såldes till Skånska Cementgjuteriet. Hans Wirén drev bogserbåtsrederiet vidare under samma namn som tidigare. År 1974 tog sonsonen Thomas Wirén (född 1945) över verksamheten.  
1987 sattes Anton Wiréns företag i konkurs, men det rekonstruerades året därpå. Det heter numera Marine Carrier och ligger fortfarande i Piteå. Hela företagsgruppen heter Marine Group.